# 儒利安·埃蘭斯·卡薩多
儒利安·埃兰斯·卡萨多（西班牙語：Julián Herranz Casado；1930年3月31日—）是西班牙籍天主教司鐸級樞機、主業會會士及宗座法典條文委員會榮休主席。

## 生平
埃蘭斯於1930年3月31日在西班牙安達盧西亞自治區科爾多瓦省的市鎮拜納出生。他於1955年8月7日主業會晉鐸。之後，在巴塞羅那大學獲得醫學博士學位和在納瓦拉大學學習、並於宗座聖多瑪斯大學獲得教會法學位。他在納瓦拉大學教授教會法和代表主業會到世界各地直到1960年，他開始在聖座工作。
1983年被任為宗座法典條文解釋委員會秘書長。1991年1月6日晉牧，並獲教宗若望保祿二世繼續任命為宗座法典條文解釋委員會秘書長，領維爾塔拉領銜總教區總主教銜。
1994年12月19日起出任宗座法典條文委員會主席。若望保祿二世於2003年10月21日將他擢升為執事級樞機。他曾參與2005年和2013年教宗選舉秘密會議，當時分別選出的是教宗本篤十六世和教宗方濟各。
他於2007年2月15日榮休，及由方濟各·科科帕爾梅里奧樞機接替成為宗座法典條文委員會主席。方濟各於2014年6月12日將他擢升為司鐸級樞機，領聖安日納二世堂區司鐸銜。

## 牧徽

儒利安·埃兰斯·卡萨多枢机牧徽